# Making Movies
Making Movies (englisch für: „Filmemachen“) ist das dritte Studioalbum der britischen Rockband Dire Straits. Es erschien im Oktober 1980.

## Hintergrund
Nach Unstimmigkeiten mit seinem Bruder Mark über seine Rolle in der Band hatte David Knopfler die Dire Straits verlassen. Die Band blieb ihrem unverwechselbaren Klang der ersten beiden Alben in mehreren Songs treu; gleichwohl entwickelte sie sich weiter. Vor allem wandten sie erstmals aufwändige, am 80er-Mainstream orientierte Instrumentierungen an. Nachdem das Vorgängeralbum teils sehr schlechte Rezensionen erhalten hatte, war Making Movies nicht nur beim Publikum, sondern auch bei den meisten Musikkritikern wieder ein großer Erfolg.
Das Album, dessen Titel einer Textzeile des Lieds Skateaway entstammt („she’s making movies on location“), beginnt mit Tunnel of Love, einem Song mit über acht Minuten Länge. Das Intro des Songs ist der Karussell-Walzer aus dem Musical Carousel von Richard Rodgers und Oscar Hammerstein II. Der Song Romeo and Juliet wurde zu einem der bekanntesten Lieder der Band und mehrmals gecovert, z. B. von den Killers.
1996 (in den USA im Jahr 2000) wurde Making Movies zusammen mit den anderen Alben der Band als remasterte Version neu veröffentlicht.

## Titelliste
1. Tunnel of Love (Mark Knopfler, Richard Rodgers, Oscar Hammerstein II) – 8:08
2. Romeo and Juliet (Mark Knopfler) – 5:54
3. Skateaway (Mark Knopfler) – 6:18 (LP: 6:40)
4. Expresso Love (Mark Knopfler) – 5:04
5. Hand in Hand (Mark Knopfler) – 4:48
6. Solid Rock (Mark Knopfler) – 3:19
7. Les Boys (Mark Knopfler) – 4:07

## Musiker und Mitwirkende

### Band
- Mark Knopfler – Gitarre, Gesang
- John Illsley – Bass, vocals
- Pick Withers – Schlagzeug
- Roy Bittan – Keyboard

## Singleauskopplungen
| Jahr | Titel Album      | Höchstplatzierung, Gesamtwochen, AuszeichnungChartplatzierungen (Jahr, Titel, Album, Platzierungen, Wochen, Auszeichnungen, Anmerkungen) | Höchstplatzierung, Gesamtwochen, AuszeichnungChartplatzierungen (Jahr, Titel, Album, Platzierungen, Wochen, Auszeichnungen, Anmerkungen) | Höchstplatzierung, Gesamtwochen, AuszeichnungChartplatzierungen (Jahr, Titel, Album, Platzierungen, Wochen, Auszeichnungen, Anmerkungen) | Anmerkungen                                                 |
| Jahr | Titel Album      | DE | UK | US | Anmerkungen                                                 |
| ---- | ---------------- | --- | --- | --- | ----------------------------------------------------------- |
| 1980 | Romeo and Juliet | — | UK8 Platin · (11 Wo.)UK | — | Erstveröffentlichung: 14. November 1980 Verkäufe: + 755.000 |
| 1980 | Skateaway        | — | UK37 (5 Wo.)UK | US58 (10 Wo.)US | Erstveröffentlichung: November 1980                         |
| 1981 | Tunnel of Love   | DE44 (8 Wo.)DE | UK54 (3 Wo.)UK | — | Erstveröffentlichung: 25. September 1981 Verkäufe: + 35.000 |

## Kommerzieller Erfolg

### Chartplatzierungen
| ChartsChartplatzierungen       | Höchstplatzierung | Wochen/ Monate |
| ------------------------------ | ----------------- | -------------- |
| Deutschland (GfK)              | 7 (51 Wo.)        | 51 Wo.         |
| Österreich (Ö3)                | 15 (1 Mt.)        | 1 Mt.          |
| Vereinigte Staaten (Billboard) | 19 (31 Wo.)       | 31 Wo.         |
| Vereinigtes Königreich (OCC)   | 4 (252 Wo.)       | 252 Wo.        |

| ChartsJahrescharts (1981) | Platzierung |
| ------------------------- | ----------- |
| Deutschland (GfK)         | 17          |

### Auszeichnungen für Musikverkäufe
| Land/Region                  | Auszeichnungen für Musikverkäufe (Land/Region, Auszeichnung, Verkäufe) | Verkäufe  |
| ---------------------------- | ---------------------------------------------------------------------- | --------- |
| Australien (ARIA)            | —                                                                      | 125.000   |
| Brasilien (PMB)              | —                                                                      | 65.000    |
| Deutschland (BVMI)           | Gold                                                                   | 250.000   |
| Finnland (IFPI)              | Platin                                                                 | 53.858    |
| Frankreich (SNEP)            | Gold                                                                   | 100.000   |
| Italien (FIMI)               | Platin                                                                 | 50.000    |
| Kanada (MC)                  | 2× Platin                                                              | 200.000   |
| Neuseeland (RMNZ)            | 9× Platin                                                              | 180.000   |
| Niederlande (NVPI)           | Gold                                                                   | 183.881   |
| Schweiz (IFPI)               | Gold                                                                   | 25.000    |
| Spanien (Promusicae)         | Gold                                                                   | 50.000    |
| Vereinigte Staaten (RIAA)    | Platin                                                                 | 1.000.000 |
| Vereinigtes Königreich (BPI) | 2× Platin                                                              | 600.000   |
| Insgesamt                    | 5× Gold · 16× Platin ·                                                 | 2.907.739 |

Hauptartikel: Dire Straits/Auszeichnungen für Musikverkäufe